# Dicranum pacificum
Dicranum pacificum là một loài rêu trong họ Dicranaceae. Loài này được Ignatova & Fedosov mô tả khoa học đầu tiên năm 2008.